# Batalla de los Vosgos (58 a. C.)
La batalla de Los Vosgos (en francés: bataille des Vosges, bataille en Alsace, bataille de Ochsenfeld; en alemán: Schlacht im Elsass) se libró en el año 58 a. C. entre las legiones de la República romana, al mando de Cayo Julio César, y los germanos liderados por Ariovisto, con victoria de las primeras.

## Antecedentes
Después de la migración de los cimbrios y teutones, las tribus galas se confederaron bajo el liderazgo de los arvernos acaudillados por Celtilo. Después de que este noble fuera ejecutado por su propia gente por intentar restaurar la monarquía, otras tribus se sublevaron contra los arvernos, estallando una guerra entre estos y los eduos. Finalmente, los sécuanos, aliados de los segundos, contrataron al caudillo germano Ariovisto y 15 000 guerreros cruzaron el Rin hacia 72 a. C., catorce años antes de enfrentarse a César. Este lideraba a los suevos de los valles de los ríos Neckar y Meno. Con los años, nuevos contingentes se fueron sumando hasta alcanzar los 120 000 migrantes.
Hacia 60 a. C., los eduos sufrieron una derrota devastadora en Magetóbriga, cerca de la actual Amage, donde perdieron todos sus nobles, senadores y caballeros. Los eduos, aliados tradicionales de los romanos, debieron entregar rehenes a algunos nobles que garantizarían que no pedirían ayuda a Roma ni volverían a las armas. Pero los sécuanos fueron obligados por Ariovisto a entregar un tercio de sus tierras más fértiles y, cuando llegaron 24 000 germanos harudes, los obligó a entregar otro tercio. Los sécuanos se aliaron con los eduos y resolvieron enfrentarse a los invasores, pero fueron vencidos.
Los eduos enviaron embajadas a Roma pidiendo ayuda. El Senado romano intervino y persuadió a Ariovisto que suspendiera sus conquistas; a cambio, el cónsul César le concedió el título de rex atque amicus populi Romani, «rey y amigo del pueblo romano», en el 59 a. C.. Pero el caudillo siguió hostigando a los celtas tanto que estos solicitaron ayuda militar a César, justo cuando muchos contemplaban la posibilidad de migrar. Argumentaron que ellos eran fieles a la República pero los germanos eran unos vecinos intolerables y que tarde o temprano invadirían toda la Galia.
Después de vencer a los helvecios, casi todos los pueblos de la Galia enviaron embajadores al procónsul Cayo Julio César para felicitarlo y pidieron permiso para convocar una asamblea de todas las tribus. Esta asamblea le autorizó para intervenir legalmente en sus asuntos internos, especialmente para defenderse contra los invasores de Ariovisto.

## Campaña
César decidió que él se encargaría del problema. Tenía esperanzas de que Ariovisto, viendo los beneficios de una alianza con Roma, dejara de expandirse a costa de los celtas. El procónsul también entendía el peligro de seguir permitiendo que masas de germanos entraran en la Galia, pues podrían seguir a la Narbonense y la misma península itálica, como había sucedido con los cimbrios y teutones. Envió embajadores al caudillo pidiéndole una entrevista a mitad de camino entre sus ejércitos. La respuesta del germano fue que si César deseaba algo de él, debía acudir a su presencia. Asimismo reclamó su derecho de permanecer en la Galia al ser vencedor en la guerra. César, irritado, respondió que conservaría el estatus de amigo de Roma si cumplía la siguiente petición: no permitir la entrada de más germanos en la Galia, liberar a los eduos que tenía de rehenes, permitir a los sécuanos hacer lo mismo y no pelear más con los eduos y sus aliados. La respuesta de Ariovisto fue inmediata, le desafió a luchar donde quisiera, recordándole que sus guerreros jamás habían sido vencidos.

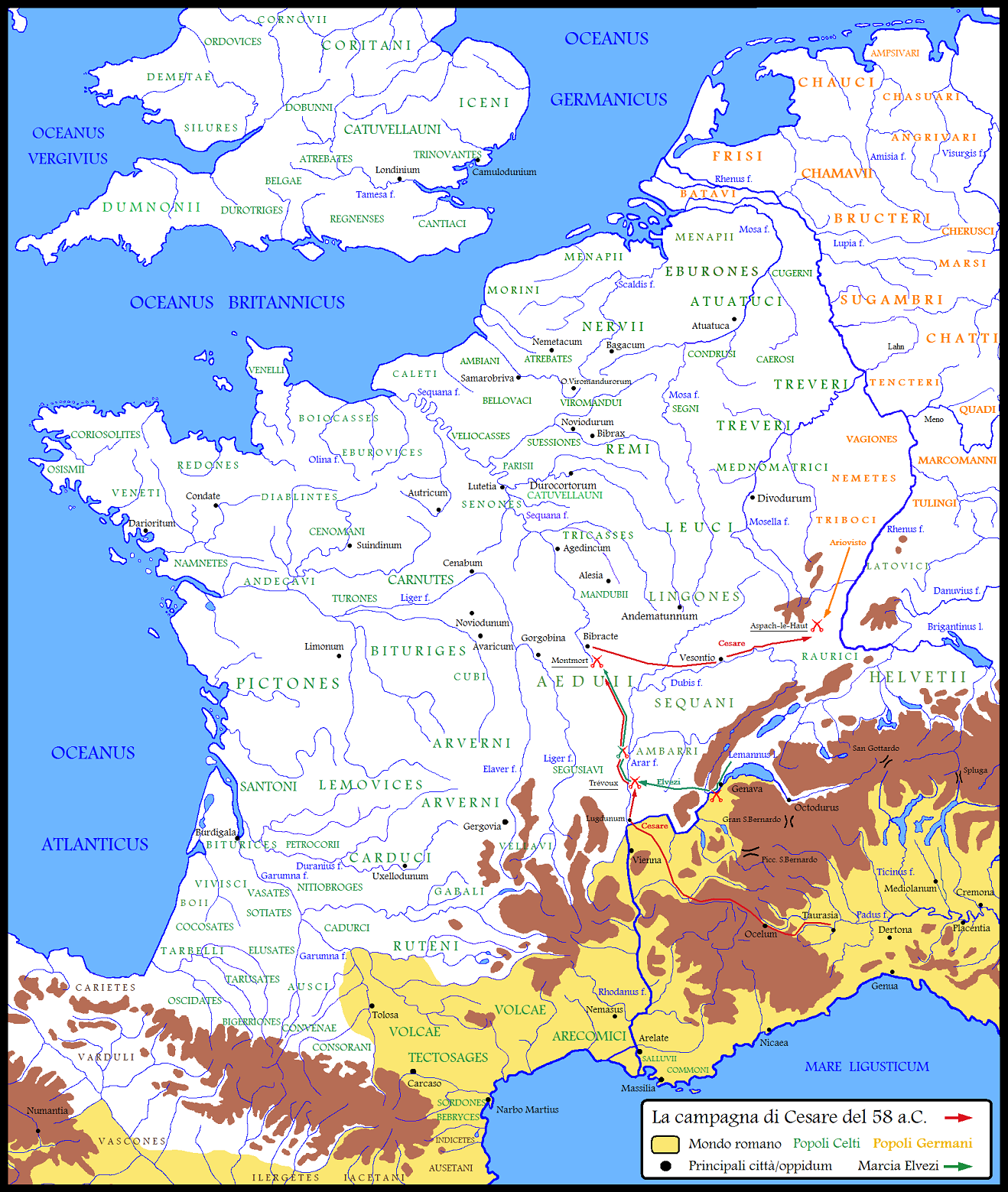
Mapa de la campaña de César en 58 a. C. En amarillo, el territorio propiamente romano. En verde, las tribus celtas, en naranja, las germánicas y en púrpura, las aquitanas.

Mientras, nuevos contingentes de harudes y suevos cruzaban el Rin para entrar en las tierras de los eduos y tréveros, respectivamente. César decidió avanzar contra sus enemigos antes de que se sumaran esos refuerzos, procurándose los suministros necesarios lo antes posible. Al tercer día de marcha se enteró de que Ariovisto se dirigía a Vesontio, oppidum de los sécuanos, para hacerse con gran cantidad de trigo y armas ahí almacenados. El procónsul no podía conceder esa ventaja al enemigo, por lo que apresuró a sus soldados con marchas nocturnas y logró llegar primero, haciéndose con todo lo útil para su campaña e instalando una guarnición. César permaneció allí para seguir recibiendo provisiones de los sécuanos, leucos y lingones, y los germanos continuaron su avance.
Durante la estancia en Vesontio, los guerreros galos informaron a los legionarios que los germanos eran muy altos, valientes, muy diestros con los brazos y capaces de asustarlos con la mirada. Esto atemorizó a los romanos hasta el punto de que desearon abandonar a su comandante si decidía continuar la campaña. Este miedo surgió primero entre los tribunos militares y prefectos, elegidos por razones de amistad y sin experiencia militar, pidiendo muchos permiso para volver a Roma. Este temor se lo transmitieron al resto del ejército, incluso a los veteranos centuriones y legionarios. César convocó una asamblea de los centuriones y los desafió, diciéndoles que entonces saldría solo con la X Legión, en la que confiaba plenamente; también que un año antes Ariovisto había rogado al Senado ser considerado amigo de Roma, por lo que no era que temer, que ya habían vencido a los helvecios, pueblo que había enfrentado y vencido a los germanos en otras ocasiones, y que sus padres, al mando de Cayo Mario, habían derrotado a los cimbrios y teutones, o a esclavos germanos rebeldes durante la tercera guerra servil. Heridas en su orgullo, las legiones permanecieron con su comandante injuriando a sus oficiales de unidad.
César reanudó su avance a inicios de agosto, y después de seis días de marcha, sus exploradores le informaron que el ejército enemigo estaba a unos 35 km. Al saber de la proximidad de César, Ariovisto decidió enviar embajadores para informarle que estaba disponible para una entrevista en cinco días. Sus planes estaban anulados, pues no esperaba que los romanos tomaran con tal audacia la iniciativa. El procónsul no rechazó la propuesta creyendo que podría negociar con Ariovisto. El lugar de reunión estaba en una gran llanura al pie de una alta colina, a mitad de camino entre ambos campamentos. Ambos acudieron acompañados de numerosos jinetes; en el caso de César, no eran aliados galos, sino legionarios montados de la X Legión Gemina, su guardia personal y hombres de su plena confianza. Ambos comandantes los hicieron detenerse a 200 pasos del lugar de reunión.
César habló primero, recordándole a su rival los beneficios que le habían supuesto ser amigo de Roma durante los años anteriores. Después le solicitó que no luchara con los eduos y sus aliados, que liberara a los rehenes y no permitiera a más germanos que cruzaran el Rin. Ariovisto le respondió que él había entrado a la Galia por invitación celta, seguido de los suyos por la esperanza de grandes recompensas, que los rehenes fueron entregados espontáneamente por los eduos, que recibía tributos según las leyes de la guerra que premian a los vencedores, que los galos habían sido quienes lo habían atacado, que si la amistad romana significaba perder los tributos celtas, optaba por perderla, que estaba en la Galia desde mucho antes que los romanos y que sospechaba que César solo fingiría ser su amigo para permanecer con su ejército en la Galia y dominarla. Exigía que César debía retirarse de la región o lo consideraría su enemigo, y si lo vencía y mataba, probablemente muchos nobles romanos estarían felices y lo considerarían un amigo. Si César aceptaba sus demandas, entonces le permitiría luchar en otras regiones galas sin peligro. Según Orosio, Ariovisto también se jactó de que él había vencido a numerosos pueblos celtas mientras que César, temeroso del valor y número de los germanos, habría rechazado por mucho tiempo dar batalla.
Mientras se desarrollaba la entrevista, algunos jinetes germanos se acercaron a la colina y arrojaron a los romanos piedras y otros proyectiles. El procónsul cortó la entrevista y se retiró.
Días después, César envió a los jóvenes oficiales Cayo Valerio Prócilo y Marco Metio a negociar y espiar a Ariovisto, pero el caudillo los hizo arrestar.

## Fuerzas en combate
El ejército romano se componía de 6 legiones (aunque César debió dejar guarniciones en el camino) apoyadas por 20 000 tropas aliadas según Apiano, incluyendo 4000, quizás 6000, jinetes eduos (cifras del comienzo de la campaña contra los helvecios). Algunos sostienen que sus oponentes pudieron ser 60 000 guerreros más 120 000 no combatientes (ancianos, mujeres y niños). Pero el historiador alemán Hans Delbrück sostenía que los bárbaros eran mejores guerreros que los civilizados romanos, por lo que tiende a explicar las victorias de César con una supuesta superioridad numérica, disminuyendo el número de combatientes bárbaros y exagerando el de romanos. Para él, si César tenía 25 000 a 30 000 legionarios (más aliados), Ariovisto dispondría de unos 15 000 guerreros como máximo agrupados por tribus en siete cuerpos de 2000 infantes y jinetes cada uno, con una falange de 40 líneas de profundidad.
Max Eichheim cree que, después de las bajas sufridas contra los helvecios, unos 10 000 romanos muertos, heridos, enfermos o desaparecidos, el número de legionarios no podía pasar los 20 000, a los que se sumaría una cifra de 10 000 aliados eduos y sécuanos. En cambio, critica las cifras de César sobre los infantes ligeros y jinetes germanos, afirmando que pudieron ser 10 000 guerreros como máximo, inspirándose en el número de suevos y sicambrios que pudieron entrar en la Galia en tiempos de Augusto, unas 40 000 personas según Suetonio. Historiadores modernos respaldan tal cálculo, la población germana no pudo cambiar en tan pocas décadas, así que no podían disponer sino de ocho a diez mil hombres adultos.
Su compatriota, Walter Krüger, estima que al iniciar su migración a la Galia, los germanos formaron en dos grandes huestes. La primera estaba compuesta por 15 000 guerreros eburones, 5000 de tribus menores aliadas y 2000 jinetes tréveros, y la segunda por 10 000 sicambrios, 5000 catos, vangíones y németes y 5000 suevos de Ariovisto. Además, los tigurinos se trasladaron a Alpis Graia (vía romana que une las actuales Milán y Viena) con 5000 hombres y dejaron otros tantos en Isère, desde donde amenazaron a los alóbroges.

## Movimientos previos

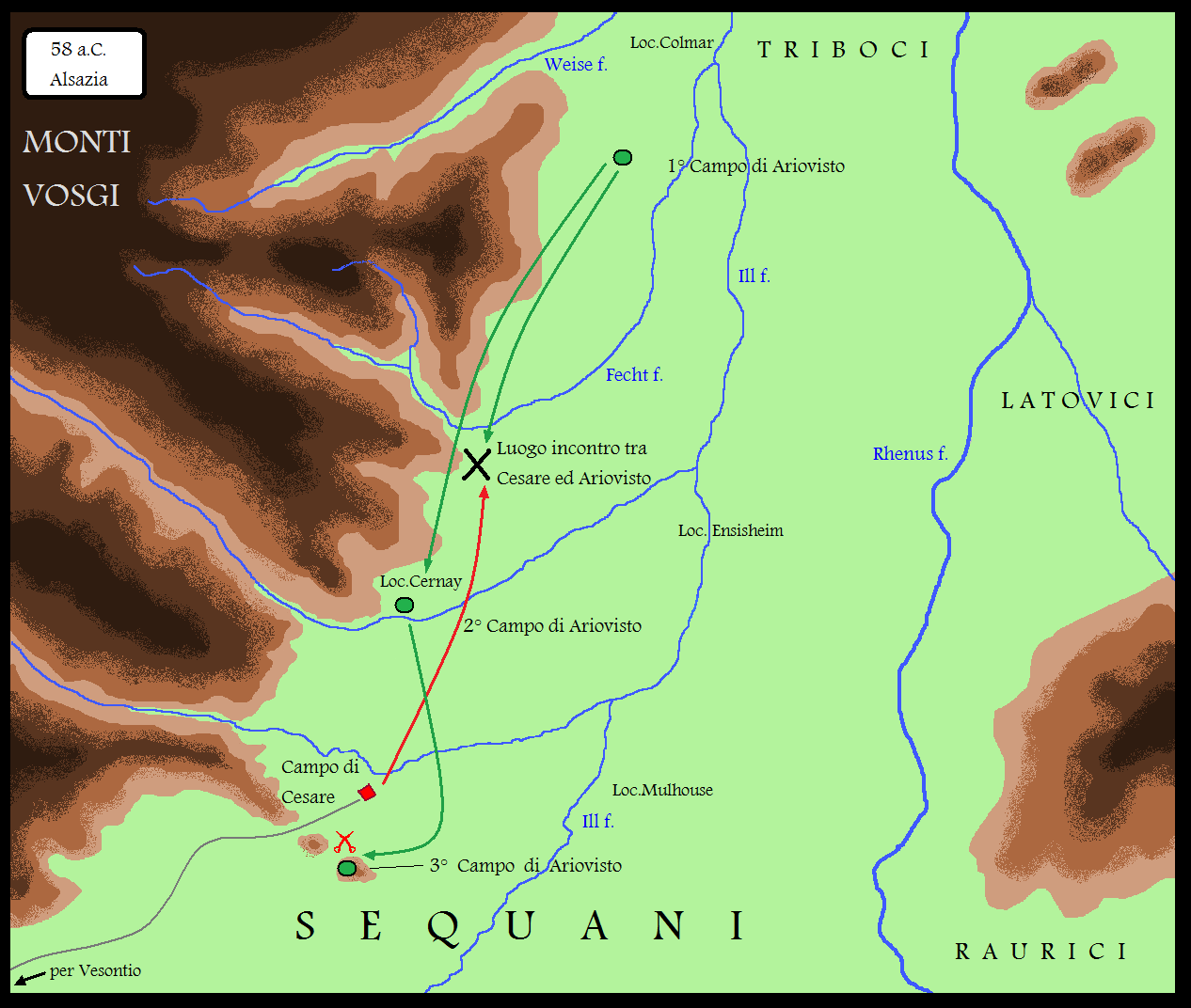
Mapa de los movimientos previos a la batalla.

Ariovisto movió su campamento, acercándose al romano hasta unos 6000 pasos (9 km). Al día siguiente, tras marchar por los bosques de la zona, apareció acampado a solo 2000 pasos (3 km) para impedir que los eduos y sécuanos pudieran traer más suministros a las legiones. El procónsul debía atacar, no podía esperar demasiado por las continuas dificultades para abastecerse, dependiendo de unos aliados celtas poco fiables. Desde ese día y durante otros cinco, hubo constantes escaramuzas. El caudillo prefirió enviar solo a 6000 jinetes que habían escogido otros tantos infantes que les dieran apoyo en caso de caer del caballo. Estos infantes iban cerca de los jinetes y se movían rápidamente aferrados a la crin de los caballos.
Después de algunos días, César decidió provocar al enemigo mandando a dos legiones que construyeran un castrum (campamento) a apenas 600 pasos del de Ariovisto, evitando que este pudiera seguir obstaculizando la llegada de suministros. Así ordenó a su ejército en tres líneas: dos para defender al tercero, que estaba fortificando el nuevo campamento. Ariovisto envió 16 000 infantes ligeros para detenerlos, pero no tuvo suerte. Tras acabarlo, dejó dos legiones y parte de los auxiliares mientras volvía con el resto del ejército al campamento principal.

## Batalla
Al día siguiente, el procónsul salió al campo en formación de batalla pero los germanos se quedaron en su campamento, así que se retiró. Entonces, Ariovisto atacó el campamento menor desde el mediodía hasta la noche sin mayor suerte. Cuando César preguntó a los prisioneros por qué Ariovisto no quería luchar, dijeron que una adivina le había advertido que solo vencería si luchaba después de la luna nueva. César decidió sacar partido de esto y forzar la batalla.
A la jornada siguiente, César desplegó sus tropas para que los auxiliares se organizaran frente a ese campamento y después, gradualmente, las seis legiones en tres líneas de combate avanzaron hacia el campamento germánico, obligando a su caudillo a formar a sus guerreros afuera.

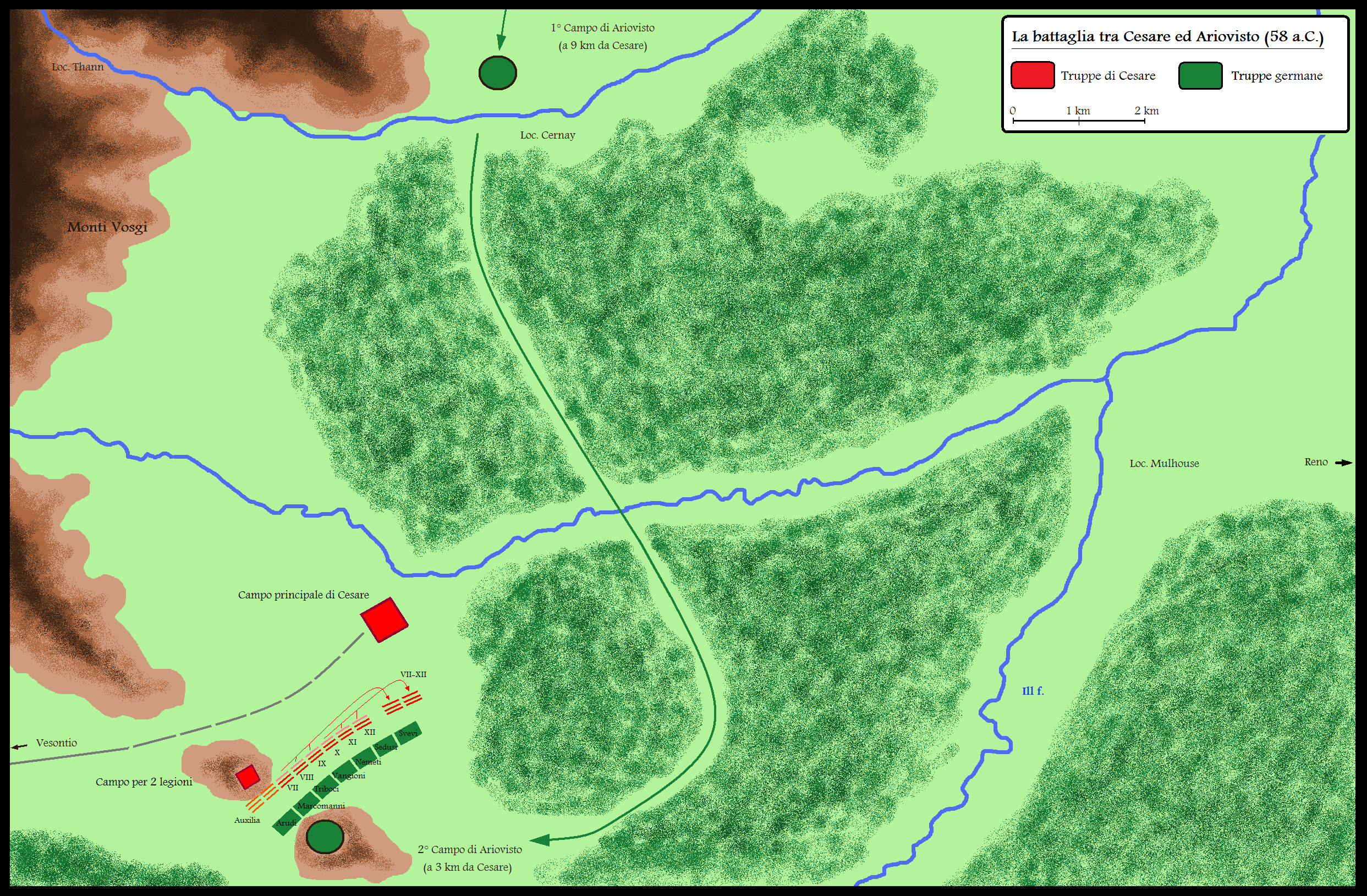
Mapa del desarrollo de la batalla.

Ariovisto los organizó por tribus: harudes, marcomanos, tríbocos, vangíones, medetos, sedusos y suevos. Detrás dejaron sus carromatos para impedir su propio escape. Desde aquellos, sus mujeres imploraban a los guerreros que no permitieran que los legionarios las esclavizaran.
César dirigió sus fuerzas en el ala derecha, porque sabía que esa contraparte de la línea enemiga era muy débil. Pero los germanos cargaron tan rápido que no dieron tiempo a los legionarios de arrojar sus pila (jabalinas), quienes las dejaron en el suelo y desenvainaron sus gladius (espadas). Los germanos estaban formados en un muro de escudos o falange, siguiendo sus tradiciones bélicas. Muchos romanos treparon entre esos escudos y atacaron desde arriba a sus enemigos.
Mientras el ala derecha de Ariovisto era rechazada y puesta en fuga, su ala izquierda, más fuerte, presionó sobre el flanco derecho romano. Entonces, el joven comandante de caballería Publio Licinio Craso se dio cuenta de aquello y ordenó a la tercera línea, que estaba en reserva, cargar para ayudar a la derecha romana. Tras esto los germanos empezaron a huir y no pararon hasta llegar al Rin.

## Consecuencias
Los vencidos fueron masacrados por la caballería romana cuando intentaron cruzar el Rin en cualquier bote que encontraban o nadando. El propio Ariovisto apenas salvó la vida, logrando vadear el Rin con unos pocos fieles en una embarcación. Sus dos esposas (una sueva y otra nórica, hija del rey Voción) murieron junto con una de sus hijas y su otra retoña fue capturada, o ambas esposas y hijas fueron capturadas. Nunca más vuelve a ser mencionado, pero se especula que debió morir por sus heridas poco después. Se cree que dentro de los cuatro años siguientes. Según las costumbres de los germanos, donde la cobardía se castigaba con la muerte, es probable que muchos guerreros se suicidaran o fueran matados por sus familias durante o después de la batalla. Los vencidos muertos alcanzaron los 80 000 según Apiano, aunque Orosio dice que el número de germanos que lucharon y murieron en la batalla es imposible de conocer.
Prócilo era arrastrado encadenado por sus captores cuando jinetes eduos lo rescataron. Metio fue encontrado sano y salvo poco después. El primero relató después cómo los suevos discutían si quemarlos vivos o dejarlos para después.
Tras rechazar a los suevos más allá del Rin, César transformó a este río en la barrera natural entre romanos y germanos para los siguientes cuatro siglos. No solo detuvo la migración germánica, sino que salvó a la Galia celta de ese peligro, garantizando que Roma tendría el derecho exclusivo a expandirse por aquella región.
Los demás suevos, aquellos que acababan de cruzar el Rin, dieron media vuelta pero fueron atacados por los ubios, muriendo muchos. Era otoño, César dejó sus legiones en territorio de los sécuanos ese invierno (que de facto estaba anexado a la República) a cargo de Labieno y volvió a la Cisalpina para encargarse de su gobierno. Tuvo reuniones con distinguidos políticos durante aquella temporada y los ayudó en lo que le pedían, también compró en secreto la voluntad de muchos ciudadanos con el botín conseguido.
No fue el último encuentro que tuvo con las tribus germánicas. En el año 55 a. C., una horda de 400 000 a 430 000 téncteros y usípetes cruzó el Rin (estimaciones modernas rebajan la cifra a 150 000) huyendo de los suevos. Entraron a tierras de los menapios y César empezó a negociar con ellos, pero temiendo que recibieran refuerzos durante ese tiempo, ordenó a sus fuerzas salir del campamento, dejando a su caballería en retaguardia, pues sus 5000 jinetes habían sido vencidos en una escaramuza anterior. Su ejército formó en tres líneas y llegó al campamento germánico antes de que el enemigo se diera cuenta; los guerreros tuvieron que combatir entre los carromatos del bagaje mientras sus familias huían hacia el Rin. Muchos murieron a manos de los romanos y otros se ahogaron intentando cruzar el río. Los sobrevivientes se refugiaron con los sugambros. Después hizo construir un puente para cruzar el Rin y arrasó el territorio por donde pasaba.
En 53 a. C., tras someter una rebelión de menapios y tréveros, César cruzaría nuevamente el Rin acusando a las tribus de la otra orilla de apoyar la sublevación.

### Clásicas
- Apiano. Sobre la Galia. Libro 4 de su Historia romana. Sobreviven algunos fragmentos digitalizados en Livius, basados en griego antiguo-inglés por Horace White, tomo II de la versión de la Loeb Classical Library & Harvard University Press, 1913. También véase versión de Perseus basada en traducción al inglés Horace White, Nueva York, The MacMillan Cia., 1899.
- Cayo Julio César. Comentarios sobre la guerra de las Galias. Traducción latín-inglés por W. A. McDevitte & W. S. Bohn. 1ª edición. Nueva York: Harper & Brothers, 1869. Harper's New Classical Library. Digitalizado el Libro I en Perseus. Versión en latín en The latin library.
- Cayo Julio César. Comentarios sobre la guerra de las Galias. Traducción latín-inglés por W. A. McDevitte & W. S. Bohn. 1ª edición. Nueva York: Harper & Brothers, 1869. Harper's New Classical Library. Digitalizado el Libro IV en Perseus. Versión en latín en The latin library.
- Cayo Julio César. Comentarios sobre la guerra de las Galias. Traducción latín-inglés por W. A. McDevitte & W. S. Bohn. 1ª edición. Nueva York: Harper & Brothers, 1869. Harper's New Classical Library. Digitalizado el Libro VI en Perseus. Versión en latín en The latin library.
- Dion Casio. Historia Romana. Libro 38 digitalizado en UChicago. Basado en traducción griego antiguo-inglés por Earnest Cary, tomo III, Harvard University Press & Loeb Classical Library, 1914.
- Marco Tulio Cicerón. Epistulæ ad Atticum. En español «Cartas a Ático». Digitalizado por Perseus Archivado el 19 de enero de 2019 en Wayback Machine..
- Mestrio Plutarco. Vidas paralelas. Vida de César. Digitalizado en Perseus. Basado en la obra de 1920, editada por William Heinemann. Traducción latín-inglés por Bernadotte Perrin, Harvard University Press. En español en Imperium.org.
- Paulo Orosio. Historia contra los paganos. Traducción latín-inglés, introducción y notas por A. T. Fear, 2010, Liverpool University Press. ISBN 9781846312397. Véase Libro 6. Versión en latín de Attalus, basada en edición de Karl Friedrich Wilhelm Zangemeister, 1889, Viena, corregida por Max Bänziger.
- Suetonio. El divino Tiberio. Libro 3 de Vidas de los doce césares. Digitalizado por UChicago. Basado en traducción latín-inglés por J. C. Rolfe, Loeb Classical Library, 1913.

### Modernas
- Carcopino, Jérôme (1993). Giulio Cesare. Rusconi Libri. Traducción francés-italiano por Anna Rosso Cattabiani. ISBN 88-18-18195-5.
- Delbrück, Hans (1990). History of the art of war: The barbarian invasions. Tomo II. Uiversity of Nebraska Press. Traducción alemán-inglés de Water J. Renfroe Jr. ISBN 9780803292000.
- Eichheim, Max (1876). Die Kämpfe der Helvetier und Sueben gegen C. J. Cäsar: Eine kritische Studie. Neuburg an der Donau: J. Baader.
- Eichheim, Max (1879). "Weue Schlaglichter auf die Urgeschichte der Sermanen in Retzien und den Aheinlanden". Múnich: Joseph Anton Finsterlin. Coompilado en Correspondenz-Blatt für die Gelehrten- und Real-Schulen Württembergs. Tomo XXVI. Stuttgart: Vaihingen a.d. Enz, pp. 174-175.
- Goldsworthy, Adrian Keith (2006). Caesar: Life of a Colossus. New Haven: Yale University Press. ISBN 9780300120486.
- Krüger, Walter (2018). Die Kimbern und Teutonen kamen nicht aus Jütland: Eine alternative Darstellung. Tredition. ISBN 9783746927527.
- Wilcox, Peter & Duncan B. Campbell (2011). La Guerra de las Galias. Barcelona: Osprey Publishing. Traducción inglés-español por Isabel Galera Ibáñez. ISBN 978-84-473-7335-2.
- Yenne, Bill (2015). Julius Caesar: Lessons in Leadership from the Great Conqueror. St. Martin's Press. Prefacio de Wesley K. Clark. ISBN 9781137013293.